# إيلي ثاير
إيلي ثاير هو معلم وسياسي أمريكي، ولد في 11 يونيو 1819 في ميندون في الولايات المتحدة، وتوفي في 15 أبريل 1899 في ورسستر في الولايات المتحدة. نشط حزبياً في الحزب الجمهوري. وقد انتخب عضو مجلس النواب الأمريكي ‏.